# 紅磡聖母堂
紅磡聖母堂（英語：St. Mary's Church），是一所位於九龍紅磡戴亞街5號的天主教教堂，於1959年祝聖啟用，教堂與明愛社區書院紅磡校舍相通。

## 歷史
1950年-1955年，中國驅逐大批傳教士經香港回國。聖母聖心會比利時籍傳教士杜志明神父（Rev. George Dopchie，1916年-1987年)向當時白英奇主教表示希望留在香港工作。白英奇主教委託杜志明神父在紅磡區發展傳教事業和建立紅磡堂區。杜志明神父其後戴亞街買了一幅地皮，建立紅磡聖母堂及普愛學校。
紅磡聖母堂於1959年11月25日由白英奇主教祝聖啟用。1985年3月1日，聖母聖心會將堂區交回天主教香港教區管理。

## 牧職人員
- 主任司鐸：關傑棠神父
- 助理司鐸：金時羽神父
- 住宿司鐸：譚錦榮神父
- 終身執事：雷雨聲執事
- 牧職修女：麥靜怡修女

## 鄰近
- 紅磡邨
- 家維邨
- 黃埔新邨
- 黃埔站
- 聖公會聖匠堂社區中心
- 聖公會聖匠中學
- 紅磡市政大廈
- 和黃公園

## 外部連結
- 官方網址 （页面存档备份，存于）